# Луайоте
Луайоте́ (фр. Îles Loyauté), также Ло́ялти (англ. Loyalty Islands) — группа коралловых островов в Тихом океане. Острова Луайоте территориально относятся к Новой Каледонии, которая является заморским сообществом Франции. Название Луайоте восходит ко временам совместного англо-французского владения и в настоящее время является устаревшим. Суммарная площадь островов — 1981 км². На 2009 год их население составляло 17 436 человек. Коренные народы островов — деху (лифуан), ненгоне (маре), иааи и фага-увеа.

## География
Территория занята в основном тропическими лесами и плантациями кокосовой пальмы. В состав группы входят острова:
- Лифу — 1196,1 км²,
- Маре — 641,7 км²,
- Увеа — 132,1 км²,
- Тига — 11 км².

## Административное деление
Административно группа коралловых островов Луайоте входит в провинцию Луайоте и делится на три коммуны:
- Увеа — 132,1 км²,
- Лифу — 1207,2 км²,
- Маре — 641,7 км².

## Религия
В 1958 году основана Евангелическая церковь в Новой Каледонии и на островах Луайоте. 